# Heorhij Tkatschenko
Heorhij Kyrylowytsch Tkatschenko (ukrainisch Георгій Кирилович Ткаченко, russisch Георгий Кириллович Ткаченко Georgi Kirillowitsch Tkatschenko; * 23. Apriljul. / 5. Mai 1898greg. in Gluschkowo, Gouvernement Kursk, Russisches Kaiserreich; † 11. Dezember 1993 in Kiew, Ukraine) war ein ukrainischer Kobsar, Architekt und Maler.

## Leben
Heorhij Tkatschenko kam in einer armen Handwerker-Familie in der Ost-Sloboda (Східна Слобожанщина) zur Welt. Nach dem Besuch der Dorfschule ging er auf die Kursker Realschule und studierte ab 1917 an der Charkiwer Kunstakademie. Nach deren Abschluss besuchte er ab 1922 das Moskauer Kunstinstitut, dass er 1929 absolvierte und den Titel eines Architekten erhielt.
Anschließend zog er nach Charkiw, wo er bei dem bekannten Kobsari Petro Drewtschenko (Петро Семенович Древченко; 1863–1934) das Instrument Bandura meisterhaft zu spielen erlernte.
Nach dem Zweiten Weltkrieg zog er nach Kiew, wo er als Künstler tätig war. Außerdem unternahm er, stets von seiner Bandura begleitet, ausgedehnte Reisen durch die Ukraine, schrieb Volkslieder, malte Aquarelle, vorwiegend von Landschaften und traditioneller Architektur, wie zum Teil von heute nicht mehr bestehenden Holzkirchen. Seine Arbeiten wurden in Ausstellungen in Kiew präsentiert.
Als Kobsar gab Tkatschenko Konzerte im Opernhaus Kiew, unternahm Tourneen in der Ukraine und trat 1970 in Moskau und 1971 in Leningrad auf. Er war Mentor und Lehrer vieler junger Bandura-Spieler.
Tkatschenko starb 95-jährig in Kiew.
Der 1988 entstandene Film vom Regisseur und Taras-Schewtschenko-Preisträger Oleh Bijma (Олег Іванович Бійма; * 1949) Dorohy kobsarski handelte von ihm.